# Sergio y Estíbaliz
Sergio y Estíbaliz est un groupe de folk espagnol, originaire de Bilbao, actif entre les années 1970 et 1990. Il était composé du couple Sergio Blanco Rivas et Estíbaliz Uranga, qui étaient mariés depuis 1975.
Après avoir quitté le groupe Mocedades (formé avec les frères d'Estíbaliz), ils connaissent de nombreux succès avec des chansons telles que Cantinero de Cuba et Tú volverás, avec lesquelles ils ont représenté l'Espagne au Concours Eurovision de la chanson 1975. En 1993, ils forment, avec des membres de Mocedades, le groupe El Consorcio.

## Histoire
Le couple se rencontre lors d'un concert en 1967. Ils rejoignent le groupe Voces y Guitarras, qui s'appellera plus tard Mocedades, avec lequel ils enregistrent trois albums. En 1971, ils décident de quitter le groupe et d'entamer une carrière en duo. En 1973, ils enregistrent donc leur premier album, avec Juan Carlos Calderón, intitulé Sergio y Estíbaliz. Après ce succès, ils enregistrent l'année suivante Piel.
En 1975, ils sont choisis pour représenter l'Espagne au Concours Eurovision de la chanson, qui se tient à Stockholm, avec la chanson Tú volverás, signée par Juan Carlos Calderón, qui atteint la dixième place et connaît un grand succès en Espagne et en Amérique latine. Le 9 décembre, ils se marient à Bilbao. En 1976, ils sortent l'album Quién compra una canción. Le succès accumulé les amène à enregistrer une compilation, Queda más vida, et l'année suivante, ils décident de sortir un album hommage à l'Amérique latine intitulé Canciones sudamericanas. En 1978, elles participent à l'enregistrement de l'album Misa campesina nicaragüense (de l'auteur-compositeur-interprète nicaraguayen Carlos Mejía Godoy) avec d'autres artistes tels qu'Ana Belén et Elsa Baeza, chantant deux chansons de l'album et la chanson finale avec tous les artistes participants.
En 1979, ils enregistrent Beans, avec plusieurs chansons en anglais, qui n'est pas aussi bien accueilli que le couple l'espérait, car ils ont radicalement changé de style musical et même d'esthétique. Après une pause, pendant laquelle ils ont eu une fille, ils enregistrent en 1983 l'album Agua, avec lequel ils reviennent à leurs origines. En février 1984, ils font une brève apparition au concert Quince años de música de Mocedades, où ils chantent trois chansons avec eux. La même année, ils participent à la comédie musicale Jesucristo Superstar. L'année suivante, ils sortent leur single Cantinero de Cuba d'Arturo Pareja Obregón et Te quiero y ya de Hernaldo Zúñiga. Parallèlement à la naissance de leur deuxième fille, ils sortent l'album Déjame vivir con alegría, sur lequel ils interprètent, entre autres, Only the Heart May Know de Dan Fogelberg. En 1989, un nouvel échec discographique les attend, avec la sortie de De par en par, qui les conduit à rompre leur contrat avec leur maison de disques. Quelques années plus tard, ils sortent Planeta Tierra, qui marque la fin de leur carrière discographique. En 1993, ils décident de s'associer à nouveau à d'anciens membres de Mocedades, Amaya Uranga (ancien chanteur de Mocedades) et Iñaki Uranga (tous deux frères d'Estíbaliz) et Carlos Zubiaga (ancien membre de Los Mitos et membre de l'âge d'or de Mocedades, membre du groupe connu sous le nom de Los seis históricos), pour former El Consorcio, avec lequel ils enregistrent douze albums, dont le dernier est Querido Juan (en 2008).
En 2007, ils font partie du jury du concours Lluvia de estrellas de la TVE.
Leur fille María Blanco Uranga est le leader et la chanteuse du groupe indépendant Mäbu, d'influence folk, qui suit les traces de ses parents.
Sergio Blanco, qui a consacré une partie de sa vie non seulement à la musique mais aussi à la sculpture, décède le 15 février 2015 à l'âge de 66 ans.

## Discographie
- 1973 : Sergio y Estíbaliz
- 1974 : Piel
- 1975 : Tú volverás
- 1976 : Quién compra una canción
- 1976 : Queda más vida
- 1977 : Canciones sudamericanas
- 1979 : Beans
- 1983 : Agua
- 1985 : Cuidado con la noche
- 1986 : Sí señor
- 1988 : Déjame vivir con alegría
- 1989 : De par en par
- 1992 : Planeta Tierra